# 다니 카르바할 (1989년)
다니 가브리엘 카르바할 로드리게스(스페인어: Danny Gabriel Carvajal Rodríguez, 1989년 1월 8일 ~ )은 코스타리카의 축구 선수이다. 현재 J2리그의 FC 류큐에서 뛰고 있다.

## 국가대표 경력
그는 2017년 코스타리카대표팀에 데뷔했다. 그는 국제 A매치 3경기에 출전했다.

## 통계
| 코스타리카 | 코스타리카 | 코스타리카 |
| 연도       | 출전       | 골         |
| ---------- | ---------- | ---------- |
| 2017       | 4          | 0          |
| 합계       | 4          | 0          |